# Johann Gottlieb Naumann
Johann Gottlieb Naumann   (Blasewitz, 17 d'abril de 1741 - Dresden, 23 d'octubre de 1801) fou un compositor alemany.
Va estudiar música (piano i orgue) a Dresden. Per a la cort de Gustau III de Suècia va compondre òperes, com Gustaf Wasa (1786), damunt text suec del rei mateix, oratoris i música de cambra.
Va escriure òperes sobre texts de Metastasio, com Alessandro nelle Indie (1767) i La clemenza di Tito (1769).
Més endavant va treballar a Copenhague, però finalment va tornar a Dresden, on va fer de professor tenint entre altres alumnes a Gottlob Bachmann. L'any 1792 es va casar amb Catarina von Grodtschilling, filla del vicealmirall danès. Era l'avi del també compositor i crític Emil Naumann (1827-1888).

## Obres (seleccionades)
Òpera:
- Il tesoro insidiato (1762)
- Li creduti spiriti (1764, en col·laboració amb altres compositors)
- L'Achille in Sciro (1767)
- Alesandro nelle Indie (1768)
- La clemenza di Tito (1769)
- Il villano geloso (1770)
- L'isola disabitata (1773)
- La villanella inconstante (1774)
- Ipermestra (1774)
- L'ipocondriaco (1776)
- Amphion (opéra-ballet 1778)
- Armida (1773)
- Elisa (1781)
- Osiride (1781)
- Cora och Alonzo (1782)
- Tutto per amore (1785)
- Gustaf Wasa (1786)
- Orpheus og Eurydike (1786)
- La reggia d'Imeneo (1787)
- Medea (1788)
- Protesilao (1789)
- La dama soldato (1791)
- Amore giustificato (1792)
- Aci e Galatea (1801)

Altres treballs:
- Missa solenne in A-flat Major (1804)
- Dotze oratoris, incloent-hi:
  - La passione di Gesù Cristo (1767)
  - La morte d'Abel (1790)
  - I pellegrini al sepolcro (1798)
  - Betulia liberata (1805)
- Psalms 69, 103 & 149
- Masonic music incl. 2 marxes per orgue

Treballs instrumentals:
- Dotze simfonies (1766-77)
- Sis quartets per harpsicorde, flauta, violí i baix (1786)
- Dotze sonates per a piano o harmònica (1786-92)
- Sis sonates per a piano o harmònica, op. 4